# Lepidoplaga
Lepidoplaga és un gènere d'arnes de la família Crambidae.

## Taxonomia
- Lepidoplaga flavicinctalis (Snellen, 1890)